# Мобайе-Мбонго
Мобайе-Мбонго (фр. Mobayi-Mbongo) — город в Демократической Республике Конго, расположен в провинции Северное Убанги.

## Географическое положение
Центр города располагается на высоте 427 м над уровнем моря.

## Транспорт
В городе есть небольшой аэропорт.

## Демография
Население города по годам:
| 2004 | 2012 |
| ---- | ---- |
| 4679 | 5640 |